# 4743 Кікуті
4743 Кікуті (4743 Kikuchi) — астероїд головного поясу, відкритий 16 лютого 1988 року.
Тіссеранів параметр щодо Юпітера — 3,604.